# Dorfkirche Wengelsdorf

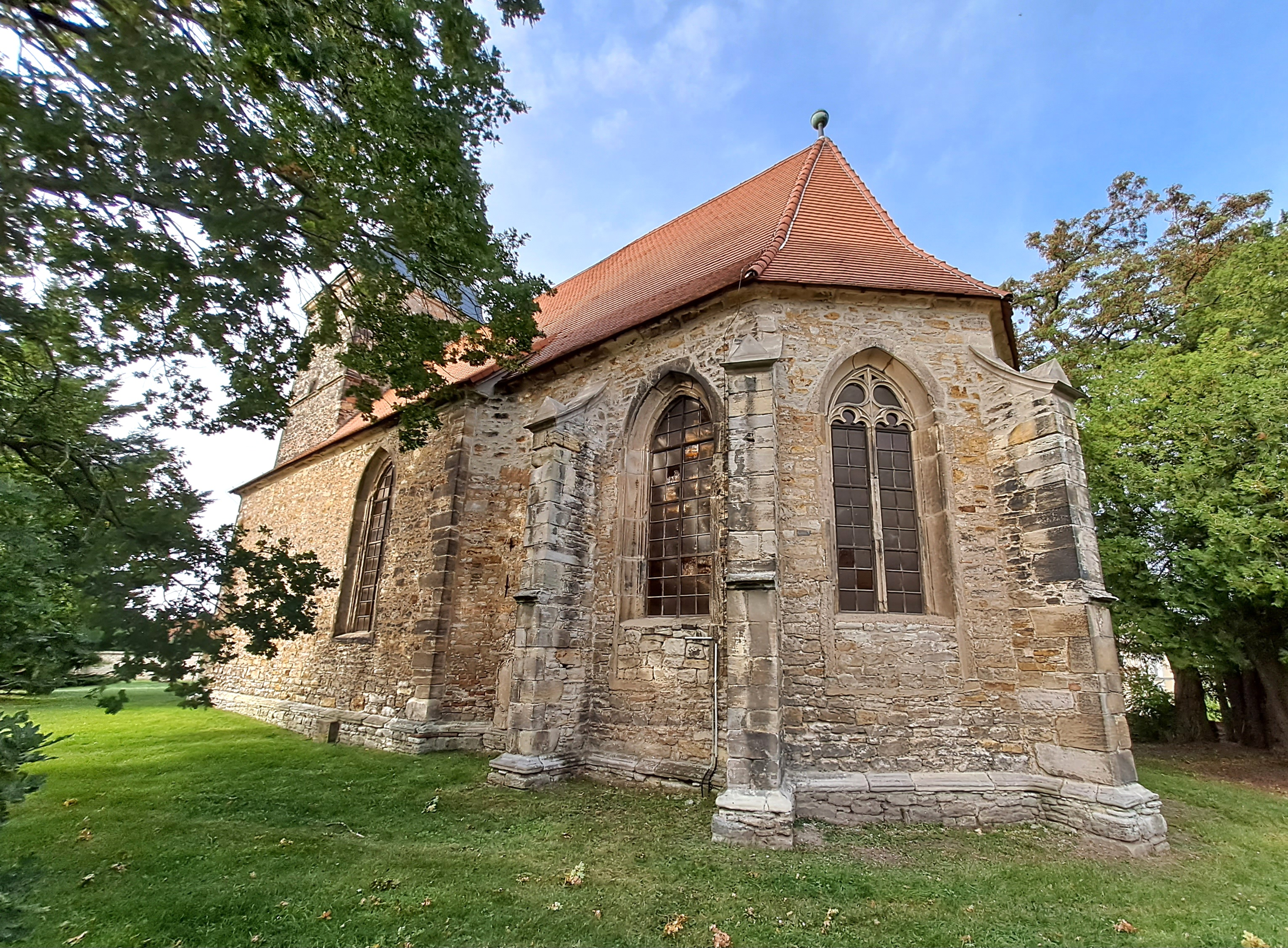
Ansicht von Südosten

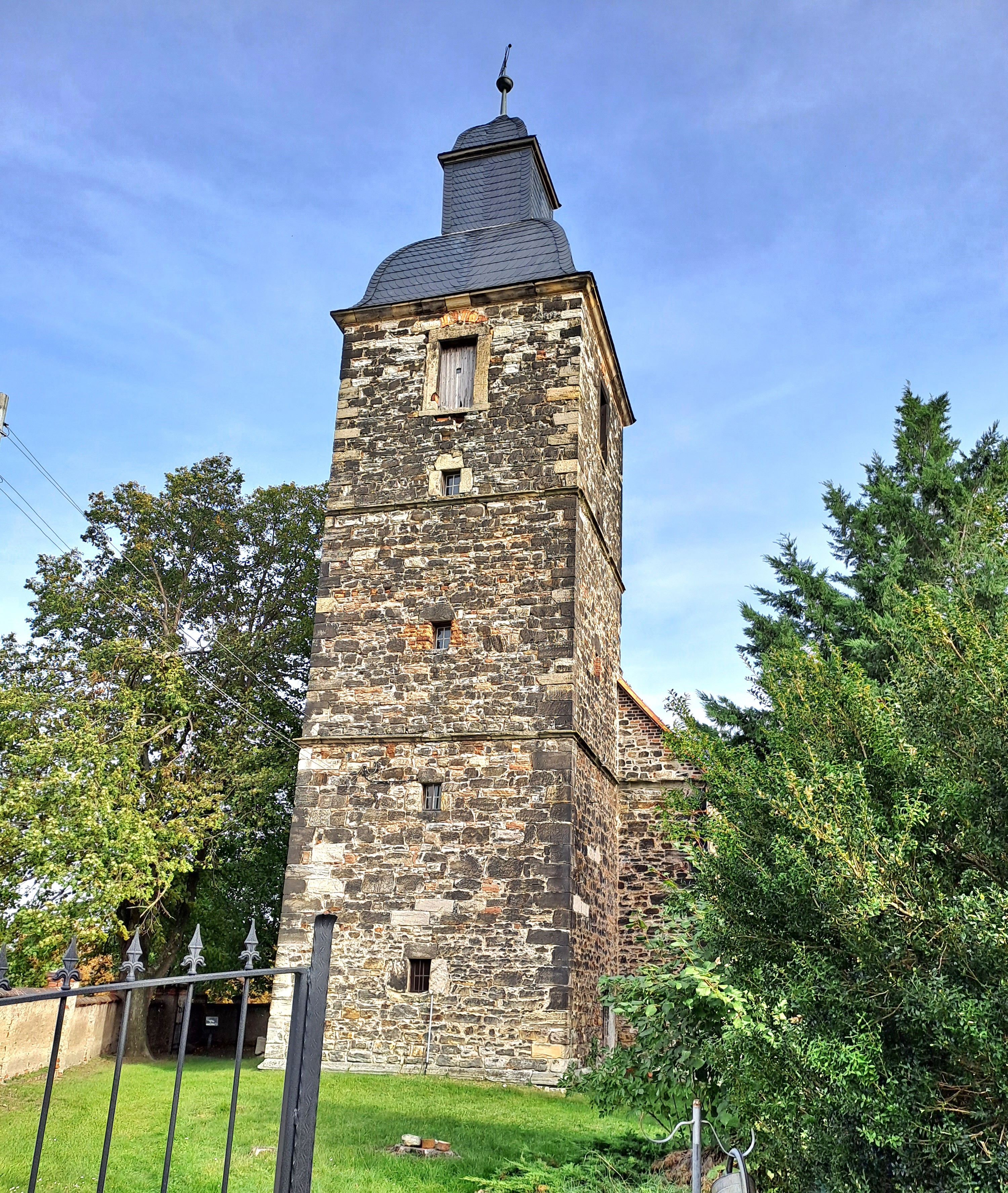
Westturm

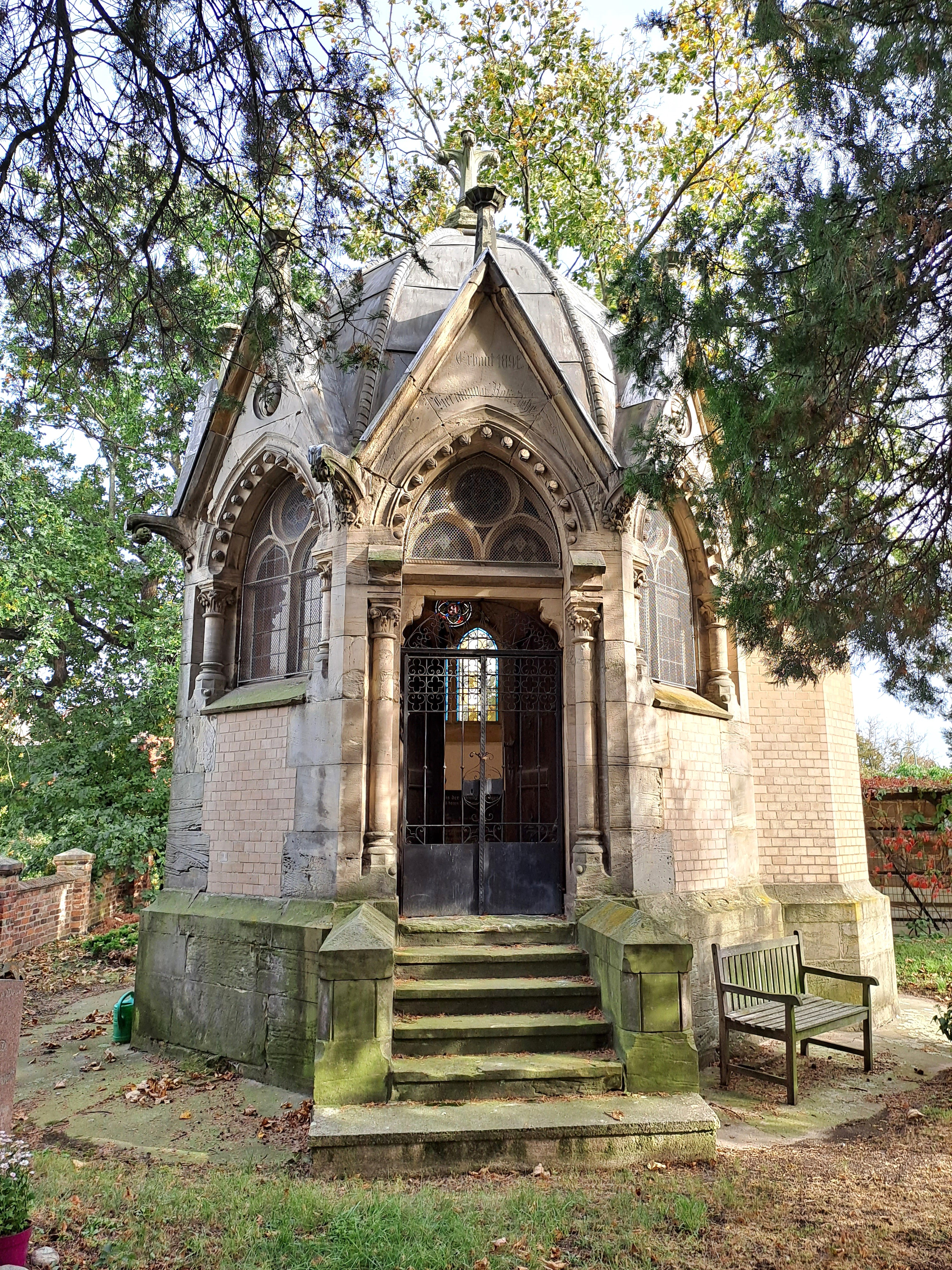
Mausoleum Saenger

Die evangelische Dorfkirche von Wengelsdorf ist eine denkmalgeschützte Kirche im Ortsteil Wengelsdorf der Stadt Weißenfels in Sachsen-Anhalt. Sie gehört zum Pfarramt Weißenfels-Nord im Kirchenkreis Merseburg der Evangelischen Kirche in Mitteldeutschland. Im örtlichen Denkmalverzeichnis ist das Gebäude unter der Erfassungsnummer 094 12172 als Baudenkmal verzeichnet.

## Kirche
Der Namenspatron der Dorfkirche von Wengelsdorf ist heute nicht mehr bekannt. Die Kirchenvisitationen des 16. Jahrhunderts erwähnen die Kirche nicht. Da diese Kirchenvisitationen von den Filialkirchen selber durchgeführt wurden, kann man somit davon ausgehen, dass im 16. Jahrhundert noch keine Kirche erbaut war. Laut einer Inschrift am Nordportal fand die Kirchenweihe 1624 statt.
Es handelt sich um eine nachgotische Saalkirche mit eingezogenem polygonalen Chorschluss und Strebepfeilern. Der schmale quadratische Westturm besitzt Haube und Laterne. Im Innern ist die Kirche mit einem netzgewölbten Chor auf runden Konsolen und einem tonnengewölbten Langhaus ausgestattet. Weiterhin verfügt die Kirche über eine schlichte Hufeisenempore und einen monumentalen Altar im Knorpelwerkstil mit der Darstellung der Kreuzigung und der Auferstehung Christi aus dem Jahr 1658. Ein aufwendig dekorierter Taufstein  geht auf das Jahr 1625 zurück. Erwähnenswert ist auch ein qualitätvolles Epitaph aus Marmor und Alabaster für den 1723 verstorbenen Albert Anton Biesenroth. Die Orgel ist ein Werk aus dem Jahr 1901 von Ladegast & Sohn mit 18 Registern auf zwei Manualen und Pedal unter Verwendung eines Gehäuses aus dem Jahr 1886.

## Mausoleum
Auf dem Kirchhof befindet sich das Mausoleum der Familie Saenger, die seit 1862 im Ort ansässig ist. Der Achteckbau wurde 1891 errichtet. Der Baustil des Mausoleums ist der einer gotischen Kapelle. Das Gebäude verfügt über Säulen mit reichen Kapitellen, Kuppeln und Bedachungen über den Fenstern, sowie Türen mit Giebeln.